# Robbie
A Robbie (Robbie) Isaac Asimov novellája, az első mű a Robot-sorozatban, és egyben az Alapítvány–Birodalom–Robot regényciklusban is. A történet először 1940-ben, Strange Playfellow („különös játszótárs”) címmel jelent meg a Super Science Stories magazinban. Ezt a címet a lap szerkesztője választotta, de Asimov undorítónak vélte, így novellásköteteiben már Robbie címmel jelent meg. Magyarul az Én, a robot és a Robottörténetek című novelláskötetekben is olvasható.
|  | Alább a cselekmény részletei következnek! |

## Történet
A novella 1998-ban, a robotellenes, technofób indulatok kialakulásának kezdetekor játszódik, ez meghatározó a cselekmény szempontjából:
A nyolcéves Gloriára a beszélni még képtelen, de már ügyesen mozgó Robbie felügyel. Ő a játszótársa, és egyben legjobb barátja is a lánynak. A Földön viszont kezd kialakulni a Frankenstein-komplexus, és Gloria anyja, Mrs. Weston is szívesen megszabadulna a robottól. Férjét állandóan nyúzza, hogy vigye vissza a robotot, mert egyrészt már nem divatos, Gloriának is árt, hogy ennyit vele van és a környékbeliek is rosszallóan nézik őket. George Weston végül beadja a derekát, így egyik nap Gloria a robot helyett egy kutyával találkozik, amikor hazaér. Eleinte tetszik neki a kutya, de amikor megtudja, hogy Robbie „elment”, nézni sem bírja. A kislány hangulata egyre rosszabb, nem mosolyog, így Mrs. Weston egy kirándulást javasol New Yorkba, hátha attól elfelejti a robotot.
Gloria felvidul az ötlettől, mivel azt hiszi Robbie keresésére indulnak. Mrs. Westont annál inkább megrázza, amikor a lány közli vele ezen feltételezését. A család keresztül-kasul bebarangolja New Yorkot, de Gloriát főleg a robotok kötik le. Meglátogatnak egy gyerekeknek szánt kiállítást, amelyen a tudomány legfrissebb eredményeit mutatják be. Gloria megszökik a szülei elől és a beszélő robothoz indul, hátha ő tudja, merre van Robbie. Próbálkozása kudarcot vall, anyja pedig teljesen maga alatt van az elkeseredéstől. George Weston azt javasolja feleségének, hogy menjenek el az Amerikai Robot gyárába, hátha rájön Gloria, hogy Robbie valójában csak egy gép.
A lány unja a gyárat, mivel a robotok, amiket lát, nem hasonlítanak Robbie-ra. Az egyik részlegben viszont megpillantja őt. Szélsebesen futni kezd felé, észre sem veszi a traktort, ami keresztezi az útját. A traktor vezetője már képtelen megállni, az egyetlen, aki meg tudja védeni a lányt, az Robbie, aki jelen van, mert a gyárban dolgozik. Azon nyomban mozdul, és magával sodorja őt a traktor elől. Így, hogy megmentette Gloria életét, már Mrs. Weston sem tiltakozhat ellene, Robbie a családdal marad.

## Megjelenések

### angol nyelven
1. Super Science Stories, 1940. szeptember (Strange Playfellow címmel)
2. Shot in the Dark (Bantam, 1950, Strange Playfellow címmel)
3. I, Robot (Gnome Press, 1950)
4. Science Fiction Thinking Machines (Vanguard, 1954)
5. Selections from Science Fiction Thinking Machines (Bantam, 1955)
6. I, Robot (Digit, 1958)
7. Of Men and Machines (E. P. Dutton, 1963)
8. Science Fiction Thinking Machines (Bantam, 1964)
9. Opus 100 (Houghton Mifflin, 1969)
10. Tales Beyond Time (Lee & Shepard, 1973)
11. Reflections of the Future (Ginn & Co., 1975)
12. Masterpieces of Science Fiction (Ariel, 1978)
13. The Great Science Fiction Stories 2 (1940) (Daw, 1979)
14. Isaac Asimov (Octopus, 1981)
15. The Complete Robot (Doubleday, 1982)
16. Science Fiction A to Z (Houghton Mifflin, 1982)
17. Yesterday's Tomorrows (Berkley, 1982)
18. The Robot Collection (Doubleday, 1983)
19. The Golden Years of Science Fiction (Bonanza Books, 1983)
20. The Asimov Chronicles: Fifty Years of Isaac Asimov (Dark Harvest, 1989)

### magyar nyelven
1. Univerzum, 1965. június (Robbi címmel)
2. Én, a robot (Kossuth, 1966, ford.: Vámosi Pál)
3. Robur #7, 1985. (ford.: Vámosi Pál)
4. Én, a robot (Móra, 1991, ford.: Vámosi Pál)
5. Robottörténetek, I. kötet (Móra, 1993, ford.: Vámosi Pál)
6. Isaac Asimov teljes Alapítvány-Birodalom-Robot Univerzuma, I. kötet (Szukits, 2001, ford.: Vámosi Pál)
7. Én, a robot (Szukits, 2004, ford.: Vámosi Pál)

| Előző                   | Sorozat                                               | Következő                     |
| ----------------------- | ----------------------------------------------------- | ----------------------------- |
| Egy fiú legjobb barátja | Robot sorozat Alapítvány–Birodalom–Robot regényciklus | Az AL–76-os robot elkeveredik |